# (11835) 1985 RA4
(11835) 1985 RA4 là một tiểu hành tinh vành đai chính. Nó được phát hiện bởi Henri Debehogne ở Đài thiên văn La Silla ở Chile ngày 10 tháng 9 năm 1985.